# Тако ван ден Гонерт
Тако ван ден Гонерт (нід. Taco van den Honert, 14 лютого 1966) — нідерландський хокеїст на траві.
Олімпійський чемпіон 1996 року, бронзовий призер 1988 року, учасник 1992 року.
Чемпіон світу 1990 року.